# Кубок Шпенглера 2015
Кубок Шпенглера  2015 — 89-й традиционный турнир Кубок Шпенглера. Прошел с 26 по 31 декабря 2015 года в швейцарском Давосе.

## Арена
Матчи прошли на «Вайллант Арена», построенной в 1979 году. Вместимость арены составляет 7080 человек.

## Участники турнира
3 июня 2015 года стали известны 5 из 6 участников этого Кубка: хозяева турнира — швейцарский «Давос», традиционный участник турнира — сборная Канады, ещё один швейцарский клуб — «Лугано», немецкий «Адлер Мангейм» и российский «Автомобилист». Шестой участник турнира стал известен позже — им стал финский «Йокерит», который также принимал участие в прошедшем Кубке Шпенглера.
- Адлер Мангейм
- Сборная Канады
- Автомобилист
- Йокерит
- Давос
- Лугано

## Регламент турнира
Команды делятся на группы Торриани и Каттини, в каждой группе команды играют в формате "каждый с каждым" по разу. Победители групп напрямую выходят в полуфинал, остальные клубы играют в четвертьфинале за право выйти в полуфинал. В четвертьфинале команда, занявшая второе место в группе Торриани, играет с командой, занявзанявшей третье место в группе Каттини. В другом четвертьфинале команда, занявшая второе место в группе Каттини , играет с командой, занявзанявшей третье место в группе Торриани.
За победу в основное время присуждается 3 очка, за победу в овертайме или серии буллитов дается 2 очка, за поражение в овертайме или серии буллитов - 1 очко, а за поражение в основное время команде ничего не дается.

## Групповой этап
|  | Команда, попадающая в полуфинал кубка Шпенглера     |
|  | Команды, попадающие в четвертьфинал кубка Шпенглера |

### Группа Торриани
| Команда       | И | В | ВО | ПО | П | ШЗ | ШП | %О | О |
| ------------- | - | - | -- | -- | - | -- | -- | -- | - |
| Лугано        | 2 | 1 | 0  | 0  | 1 | 10 | 9  | 50 | 3 |
| Йокерит       | 2 | 1 | 0  | 0  | 1 | 9  | 9  | 50 | 3 |
| Адлер Мангейм | 2 | 1 | 0  | 0  | 1 | 8  | 9  | 50 | 3 |

Примечание.
И — сыгранные матчи, В — выигрыши в основное время, ВО — выигрыши в овертайме, ВБ — выиграши в серии буллитов, ПБ — поражение в серии буллитов, ПО — поражение в овертайме, П — поражение в основное время, ШЗ —  забитые шайбы, ШП — пропущенные шайбы, % очков — Процент набранных очков от всех возможных, О — набранные очки.
| 26 декабря 2015 15:00 | Лугано | 6:3 (0:2, 3:1, 3:0) | Адлер Мангейм | «Вайллант Арена», Давос Зрителей: 6300 |

| Отчёт | Отчёт                               | Отчёт | Отчёт                       | Отчёт                                                                       |
| --- | ----------------------------------- | --- | --------------------------- | --------------------------------------------------------------------------- |
| |                                     | |                             |                                                                             |
| | Элвис Мерзликин (00:00-60:00)       | Вратари | Деннис Эндрас (00:00-60:00) | Судьи: Мико Каукокари Тобиас Верли Линейные судьи: Седрик Борга Балаж Ковач |
| | Голы:                               | |                             | Судьи: Мико Каукокари Тобиас Верли Линейные судьи: Седрик Борга Балаж Ковач |
| 32:04 — Ф. Петтерссон (бол.) 35:05 — Д. Бруннер (Г. Гофманн) 38:35 — Ф. Петтерссон 44:59 — Л. Класен (Т. Мортенссон, Ф. Петтерссон) 45:42 — Л. Класен 59:08 — А. Бертаджа (поб. бул.) | 0:1 0:2 0:3 1:3 2:3 3:3 4:3 5:3 6:3 | Б. Радеке (Г. Метрополи, С. Эминджер) — 04:28 Р. МакМурчи (Й. Хехт, К. Уилсон) — 13:51 Р. МакМурчи — 27:09 |                             | Судьи: Мико Каукокари Тобиас Верли Линейные судьи: Седрик Борга Балаж Ковач |
| |                                     | |                             | Судьи: Мико Каукокари Тобиас Верли Линейные судьи: Седрик Борга Балаж Ковач |
| |                                     | |                             | Судьи: Мико Каукокари Тобиас Верли Линейные судьи: Седрик Борга Балаж Ковач |
| |                                     | |                             | Судьи: Мико Каукокари Тобиас Верли Линейные судьи: Седрик Борга Балаж Ковач |
| 4 мин | Штраф                               | 4 мин |                             | Судьи: Мико Каукокари Тобиас Верли Линейные судьи: Седрик Борга Балаж Ковач |
| |                                     | |                             |                                                                             |
| | 39                                  | Броски | 23                          |                                                                             |

| 27 декабря 2015 15:00 | Йокерит | 3:5 (2:2, 1:2, 0:1) | Адлер Мангейм | «Вайллант Арена», Давос Зрителей: 6300 |

| Отчёт                                                                                          | Отчёт                          | Отчёт | Отчёт                       | Отчёт                                                                           |
| ---------------------------------------------------------------------------------------------- | ------------------------------ | --- | --------------------------- | ------------------------------------------------------------------------------- |
|                                                                                                |                                | |                             |                                                                                 |
|                                                                                                | Рику Хелениус (00:00-58:23)    | Вратари | Деннис Эндрас (00:00-60:00) | Судьи: Мико Каукокари Маркус Виннерборг Линейные судьи: Седрик Борга Петер Крюг |
|                                                                                                | Голы:                          | |                             | Судьи: Мико Каукокари Маркус Виннерборг Линейные судьи: Седрик Борга Петер Крюг |
| 11:46 — П. Регин 12:13 — Е. Саллинен (Т. Кеннеди, Б. Козун) Н. Хагман (Т. Яакола, П. Йормакка) | 1:0 2:0 2:1 2:2 2:3 :3 3:4 3:5 | Г. Метрополит (Б. Радеке) — 14:10 М. Карл (бол.) — 18:07 Р. МакМурчи (К. Уилсон, Й. Хехт) — 22:06 Р. Мацмурчи (Й. Хехт, М. Карл) — 39:46 К. Хоспельт (мен.) — 59:04 |                             | Судьи: Мико Каукокари Маркус Виннерборг Линейные судьи: Седрик Борга Петер Крюг |
|                                                                                                |                                | |                             | Судьи: Мико Каукокари Маркус Виннерборг Линейные судьи: Седрик Борга Петер Крюг |
|                                                                                                |                                | |                             | Судьи: Мико Каукокари Маркус Виннерборг Линейные судьи: Седрик Борга Петер Крюг |
|                                                                                                |                                | |                             | Судьи: Мико Каукокари Маркус Виннерборг Линейные судьи: Седрик Борга Петер Крюг |
| 6 мин                                                                                          | Штраф                          | 8 мин |                             | Судьи: Мико Каукокари Маркус Виннерборг Линейные судьи: Седрик Борга Петер Крюг |
|                                                                                                |                                | |                             |                                                                                 |
|                                                                                                | 29                             | Броски | 31                          |                                                                                 |

| 28 декабря 2015 15:00 | Лугано | 4:6 (0:2, 4:1, 0:3) | Йокерит | «Вайллант Арена», Давос Зрителей: 6300 |

| Отчёт | Отчёт                                                  | Отчёт | Отчёт                         | Отчёт                                                                            |
| --- | ------------------------------------------------------ | --- | ----------------------------- | -------------------------------------------------------------------------------- |
| |                                                        | |                               |                                                                                  |
| | Марк Овуя (00:00-40:00) Элвис Мерзиклинс (40:00-60:00) | Вратари | Хенрик Карлссон (00:00-59:02) | Судьи: Микко Каукокари Даньел Стрикер Линейные судьи: Седрик Борга Николас Флури |
| | Голы:                                                  | |                               | Судьи: Микко Каукокари Даньел Стрикер Линейные судьи: Седрик Борга Николас Флури |
| 21:00 — Р.Гленн (Т.Стэплтон, Ф.Петтерссон) 22:09 — Л.Кинзл (И.Филиппула) 36:50 — Д.Бруннер (Г.Хофманн) 37:29 — Л.Класен (Ф.Петтерссон) | 0:1 :1 2:1 2:2 2:3 :3 4:3 4:4 4:5 4:6                  | Б.Козун (В.Лаюнен) — 17:15 Т.Кеннеди — 23:59 Р.Талая — 31:42 Ф.Ларсен — 40:27 А.Кулда — 45:20 В.Лаюнен (П.Йормакка) — 53:20 |                               | Судьи: Микко Каукокари Даньел Стрикер Линейные судьи: Седрик Борга Николас Флури |
| |                                                        | |                               | Судьи: Микко Каукокари Даньел Стрикер Линейные судьи: Седрик Борга Николас Флури |
| |                                                        | |                               | Судьи: Микко Каукокари Даньел Стрикер Линейные судьи: Седрик Борга Николас Флури |
| |                                                        | |                               | Судьи: Микко Каукокари Даньел Стрикер Линейные судьи: Седрик Борга Николас Флури |
| 6 мин | Штраф                                                  | 6 мин |                               | Судьи: Микко Каукокари Даньел Стрикер Линейные судьи: Седрик Борга Николас Флури |
| |                                                        | |                               |                                                                                  |
| | 25                                                     | Броски | 37                            |                                                                                  |

### Группа Каттини
| Команда        | И | В | ВО | ПО | П | ШЗ | ШП | %О  | О |
| -------------- | - | - | -- | -- | - | -- | -- | --- | - |
| Сборная Канады | 2 | 2 | 0  | 0  | 0 | 4  | 1  | 100 | 6 |
| Автомобилист   | 2 | 1 | 0  | 0  | 1 | 6  | 3  | 50  | 3 |
| Давос          | 2 | 0 | 0  | 0  | 2 | 1  | 7  | 0   | 0 |

Примечание.
И — сыгранные матчи, В — выигрыши в основное время, ВО — выигрыши в овертайме, ВБ — выиграши в серии буллитов, ПБ — поражение в серии буллитов, ПО — поражение в овертайме, П — поражение в основное время, ШЗ —  забитые шайбы, ШП — пропущенные шайбы, % очков — Процент набранных очков от всех возможных, О — набранные очки.
| 26 декабря 2015 20:15 | Автомобилист | 1:2 (0:1, 1:1, 0:0) | Сборная Канады | «Вайллант Арена», Давос Зрителей: 6300 |

| Отчёт              | Отчёт                         | Отчёт                                                               | Отчёт                       | Отчёт                                                                           |
| ------------------ | ----------------------------- | ------------------------------------------------------------------- | --------------------------- | ------------------------------------------------------------------------------- |
|                    |                               |                                                                     |                             |                                                                                 |
|                    | Игорь Устинский (00:00-59:11) | Вратари                                                             | Дрю Макинтайр (00:00-60:00) | Судьи: Даньел Стрикер Маркус Виннерборг Линейные судьи: Петер Кюрг Майкл Черриг |
|                    | Голы:                         |                                                                     |                             | Судьи: Даньел Стрикер Маркус Виннерборг Линейные судьи: Петер Кюрг Майкл Черриг |
| А.Торченюк — 28:57 | 0:1 :1 1:2                    | 19:59 — Т.Каррик (Дж.Шеппард, М.Ломбарди) 33:13 — К.Конакер (Д.Руа) |                             | Судьи: Даньел Стрикер Маркус Виннерборг Линейные судьи: Петер Кюрг Майкл Черриг |
|                    |                               |                                                                     |                             | Судьи: Даньел Стрикер Маркус Виннерборг Линейные судьи: Петер Кюрг Майкл Черриг |
|                    |                               |                                                                     |                             | Судьи: Даньел Стрикер Маркус Виннерборг Линейные судьи: Петер Кюрг Майкл Черриг |
|                    |                               |                                                                     |                             | Судьи: Даньел Стрикер Маркус Виннерборг Линейные судьи: Петер Кюрг Майкл Черриг |
| 14 мин             | Штраф                         | 4 мин                                                               |                             | Судьи: Даньел Стрикер Маркус Виннерборг Линейные судьи: Петер Кюрг Майкл Черриг |
|                    |                               |                                                                     |                             |                                                                                 |
|                    | 23                            | Броски                                                              | 27                          |                                                                                 |

| 27 декабря 2015 20:15 | Давос | 1:5 0:1, 1:3, 0:1 | Автомобилист | «Вайллант Арена», Давос Зрителей: 6300 |

| Отчёт              | Отчёт                   | Отчёт | Отчёт       | Отчёт                                                                           |
| ------------------ | ----------------------- | --- | ----------- | ------------------------------------------------------------------------------- |
|                    |                         | |             |                                                                                 |
|                    | Леонардо Дженони        | Вратари | Якуб Коварж | Судьи: Грег Киммерли Тобиас Верли Линейные судьи: Николас Флури Микаэль Черринг |
|                    | Голы:                   | |             | Судьи: Грег Киммерли Тобиас Верли Линейные судьи: Николас Флури Микаэль Черринг |
| Д.Сетогучи — 30:33 | 0:1 0:2 1:2 1:3 1:4 1:5 | 19:13 — А.Михнов (П.Коукал, Э.Эло) 29:02 — А.Голышев (П.Коукал, А.Михнов) 33:46 — С.Емелин (А.Голышев) 51:31 — (А.Алексеев, Н.Тимашов) 59:02 — А.Михнов |             | Судьи: Грег Киммерли Тобиас Верли Линейные судьи: Николас Флури Микаэль Черринг |
|                    |                         | |             | Судьи: Грег Киммерли Тобиас Верли Линейные судьи: Николас Флури Микаэль Черринг |
|                    |                         | |             | Судьи: Грег Киммерли Тобиас Верли Линейные судьи: Николас Флури Микаэль Черринг |
|                    |                         | |             | Судьи: Грег Киммерли Тобиас Верли Линейные судьи: Николас Флури Микаэль Черринг |
| 4 мин              | Штраф                   | 10 мин |             | Судьи: Грег Киммерли Тобиас Верли Линейные судьи: Николас Флури Микаэль Черринг |
|                    |                         | |             |                                                                                 |
|                    | 24                      | Броски | 31          |                                                                                 |

| 28 декабря 2015 20:15 | Сборная Канады | 2:0 (0:0, 2:0, 0:0) | Давос | «Вайллант Арена», Давос Зрителей: 6300 |

| Отчёт                                                                  | Отчёт                     | Отчёт   | Отчёт                          | Отчёт                                                                              |
| ---------------------------------------------------------------------- | ------------------------- | ------- | ------------------------------ | ---------------------------------------------------------------------------------- |
|                                                                        |                           |         |                                |                                                                                    |
|                                                                        | Джефф Гласс (00:00-60:00) | Вратари | Леонардо Дженони (00:00-60:00) | Судьи: Грег Киммерли Маркус Виннерборг Линейные судьи: Балаж Ковач Микаэль Черринг |
|                                                                        | Голы:                     |         |                                | Судьи: Грег Киммерли Маркус Виннерборг Линейные судьи: Балаж Ковач Микаэль Черринг |
| А.Жиру (М.Ломбарди, М.Кунарди) — 25:35 К.Дидоменико (Т.Пайатт) — 31:27 | 1:0 2:0                   |         |                                | Судьи: Грег Киммерли Маркус Виннерборг Линейные судьи: Балаж Ковач Микаэль Черринг |
|                                                                        |                           |         |                                | Судьи: Грег Киммерли Маркус Виннерборг Линейные судьи: Балаж Ковач Микаэль Черринг |
|                                                                        |                           |         |                                | Судьи: Грег Киммерли Маркус Виннерборг Линейные судьи: Балаж Ковач Микаэль Черринг |
|                                                                        |                           |         |                                | Судьи: Грег Киммерли Маркус Виннерборг Линейные судьи: Балаж Ковач Микаэль Черринг |
| 6 мин                                                                  | Штраф                     | 4 мин   |                                | Судьи: Грег Киммерли Маркус Виннерборг Линейные судьи: Балаж Ковач Микаэль Черринг |
|                                                                        |                           |         |                                |                                                                                    |
|                                                                        | 42                        | Броски  | 21                             |                                                                                    |

## Плей-офф

### Сетка плей-офф
|  | 1/4 финала | 1/4 финала       | 1/4 финала |  |  | 1/2 финала | 1/2 финала     | 1/2 финала |  |  | Финал | Финал          | Финал |
|  |            |                  |            |  |  |            |                |            |  |  |       |                |       |
|  |            |                  |            |  |  | A1         | Лугано         | 3          |  |  |       |                |       |
|  | B2         | Автомобилист     | 3          |  |  | QF2        | Автомобилист   | 0          |  |  |       |                |       |
|  | A3         | Адлер Мангейм    | 1          |  |  |            |                |            |  |  | A1    | Лугано         | 3     |
|  |            |                  |            |  |  |            |                |            |  |  | B1    | Сборная Канады | 4     |
|  |            |                  |            |  |  | B1         | Сборная Канады | 6          |  |  |       |                |       |
|  | A2         | Йокерит          | 4          |  |  | QF1        | Давос          | 5          |  |  |       |                |       |
|  | B3         | Давос (доп. вр.) | 5          |  |  |            |                |            |  |  |       |                |       |

### Четвертьфинал
| 29 декабря 2015 15:00 | Йокерит | 4:5 (доп. вр.) (1:1, 3:1, 0:2, 0:1) | Давос | «Вайллант Арена», Давос Зрителей: 6300 |

| Отчёт | Отчёт                             | Отчёт | Отчёт                    | Отчёт                                                                       |
| --- | --------------------------------- | --- | ------------------------ | --------------------------------------------------------------------------- |
| |                                   | |                          |                                                                             |
| | Рику Хелениус (00:00-63:40)       | Вратари | Жилль Сенн (00:00-63:40) | Судьи: Микко Каукокари Грег Киммерли Линейные судьи: Балаж Ковач Петер Крюг |
| | Голы:                             | |                          | Судьи: Микко Каукокари Грег Киммерли Линейные судьи: Балаж Ковач Петер Крюг |
| Д.Тодд — 12:13 Ю.Аалтонен (Й.Йоэнсуу) — 31:33 Р.Талая (А.Охтамаа) — 36:17 П.Регин (Ю.Аалтонен, Й.Йоэнсуу) — 38:50 | 0:1 :1 1:2 :2 3:2 4:2 4:3 4:4 4:5 | 02:20 — Дж.Портманн (Л.Сибер) 30:23 — В.Койстинен (бол.) 50:46 — М.Ёрг (Э.Корви) 55:54 — С.Вальсер (М.Визер, А.Амбюль) 63:40 — Г. Шарони (А.Амбюль, М.Ёрг) (поб. бул.) |                          | Судьи: Микко Каукокари Грег Киммерли Линейные судьи: Балаж Ковач Петер Крюг |
| |                                   | |                          | Судьи: Микко Каукокари Грег Киммерли Линейные судьи: Балаж Ковач Петер Крюг |
| |                                   | |                          | Судьи: Микко Каукокари Грег Киммерли Линейные судьи: Балаж Ковач Петер Крюг |
| |                                   | |                          | Судьи: Микко Каукокари Грег Киммерли Линейные судьи: Балаж Ковач Петер Крюг |
| 20 мин | Штраф                             | 20 мин |                          | Судьи: Микко Каукокари Грег Киммерли Линейные судьи: Балаж Ковач Петер Крюг |
| |                                   | |                          |                                                                             |
| | 33                                | Броски | 28                       |                                                                             |

| 29 декабря 2015 20:15 | Автомобилист | 3:1 (3:0, 0:0, 0:1) | Адлер Мангейм | «Вайллант Арена», Давос Зрителей: 6300 |

| Отчёт                                                                                                   | Отчёт                         | Отчёт                               | Отчёт                       | Отчёт                                                                          |
| --- | ----------------------------- | ----------------------------------- | --------------------------- | ------------------------------------------------------------------------------ |
| |                               |                                     |                             |                                                                                |
| | Игорь Устинский (00:00-60:00) | Вратари                             | Деннис Эндрас (00:00-58:41) | Судьи: Даниьел Стрикер Тобиас Верли Линейные судьи: Седрик Борга Николас Флури |
| | Голы:                         |                                     |                             | Судьи: Даниьел Стрикер Тобиас Верли Линейные судьи: Седрик Борга Николас Флури |
| Т.Кивистё (О.Роман) — 07:25 А.Торченюк (О.Роман, Н.Трямкин) — 10:43 С.Емелин (Т.Кивистё, Э.Эло) — 16:44 | 1:0 2:0 3:0 3:1               | 50:32 — Б.Радеке (Р.Арендт, М.Карл) |                             | Судьи: Даниьел Стрикер Тобиас Верли Линейные судьи: Седрик Борга Николас Флури |
| |                               |                                     |                             | Судьи: Даниьел Стрикер Тобиас Верли Линейные судьи: Седрик Борга Николас Флури |
| |                               |                                     |                             | Судьи: Даниьел Стрикер Тобиас Верли Линейные судьи: Седрик Борга Николас Флури |
| |                               |                                     |                             | Судьи: Даниьел Стрикер Тобиас Верли Линейные судьи: Седрик Борга Николас Флури |
| 4 мин                                                                                                   | Штраф                         | 10 мин                              |                             | Судьи: Даниьел Стрикер Тобиас Верли Линейные судьи: Седрик Борга Николас Флури |
| |                               |                                     |                             |                                                                                |
| | 28                            | Броски                              | 25                          |                                                                                |

### Полуфинал
| 30 декабря 2015 15:00 | Сборная Канады | 6:5 (1:3, 3:1, 2:1) | Давос | «Вайллант Арена», Давос Зрителей: 6300 |

| Отчёт | Отчёт                                               | Отчёт | Отчёт                           | Отчёт                                                                      |
| --- | --------------------------------------------------- | --- | ------------------------------- | -------------------------------------------------------------------------- |
| |                                                     | |                                 |                                                                            |
| | Джефф Гласс (00:00-26:43) Матт Клайми (26:43-60:00) | Вратари | Леонардо Дженнони (00:00-59:27) | Судьи: Грег Киммерли Даньел Стрикер Линейные судьи: Балаж Кожач Петер Крюг |
| | Голы:                                               | |                                 | Судьи: Грег Киммерли Даньел Стрикер Линейные судьи: Балаж Кожач Петер Крюг |
| Т.Пайатт (Дж.Шеппард, М.А.Бержерон) — 09:25 К.ДиДоменико (Т.Пайатт, Дж.Шеппард) — 27:05 М.Эллисон (К.Конакер, К.Эллерби) — 29:33 (бол.) М.Эллисон (К.Конакер, К.Эллерби) — 38:37 А.Жиру (М.Д’Агостини, М.Ломбарди) — 55:26 К.Конакер (М.Эллисон, Д.Руа) — 56:31 | 0:1 0:2 1:2 1:3 1:4 2:4 3:4 4:4 4:5 :5 6:5          | 06:16 — Г.Шарони (бол.) 06:39 — С.Ризер 18:52 — А.Пикард (Д.Мосс, Д.Сетогучи) 26:43 — Ф.Дюбуа (С.Вальсер, В.Койстинен) 47:33 — П.Линдгрен (М.Визер) |                                 | Судьи: Грег Киммерли Даньел Стрикер Линейные судьи: Балаж Кожач Петер Крюг |
| |                                                     | |                                 | Судьи: Грег Киммерли Даньел Стрикер Линейные судьи: Балаж Кожач Петер Крюг |
| |                                                     | |                                 | Судьи: Грег Киммерли Даньел Стрикер Линейные судьи: Балаж Кожач Петер Крюг |
| |                                                     | |                                 | Судьи: Грег Киммерли Даньел Стрикер Линейные судьи: Балаж Кожач Петер Крюг |
| 6 мин | Штраф                                               | 14 мин |                                 | Судьи: Грег Киммерли Даньел Стрикер Линейные судьи: Балаж Кожач Петер Крюг |
| |                                                     | |                                 |                                                                            |
| | 45                                                  | Броски | 28                              |                                                                            |

| 30 декабря 2015 20:15 | Лугано | 3:0 (1:0, 1:0, 1:0) | Автомобилист | «Вайллант Арена», Давос Зрителей: 6300 |

| Отчёт                                                                                                | Отчёт            | Отчёт   | Отчёт     | Отчёт                                                                               |
| --- | ---------------- | ------- | --------- | ----------------------------------------------------------------------------------- |
| |                  |         |           |                                                                                     |
| | Элвис Мерзиклинс | Вратари | Ян Коварж | Судьи: Маркус Виннерборг Тобиас Верли Линейные судьи: Николас Флури Микаель Черринг |
| | Голы:            |         |           | Судьи: Маркус Виннерборг Тобиас Верли Линейные судьи: Николас Флури Микаель Черринг |
| Т.Стэплтон (Ф. Фюррер) — 15:11 Л.Класен (Ф.Петтерссон) — 24:12 Д.Бруннер (Ж.Уолкер, Д.Спэнг) — 56:12 | 1:0 2:0 3:0      |         |           | Судьи: Маркус Виннерборг Тобиас Верли Линейные судьи: Николас Флури Микаель Черринг |
| |                  |         |           | Судьи: Маркус Виннерборг Тобиас Верли Линейные судьи: Николас Флури Микаель Черринг |
| |                  |         |           | Судьи: Маркус Виннерборг Тобиас Верли Линейные судьи: Николас Флури Микаель Черринг |
| |                  |         |           | Судьи: Маркус Виннерборг Тобиас Верли Линейные судьи: Николас Флури Микаель Черринг |
| 6 мин                                                                                                | Штраф            | 4 мин   |           | Судьи: Маркус Виннерборг Тобиас Верли Линейные судьи: Николас Флури Микаель Черринг |
| |                  |         |           |                                                                                     |
| | 28               | Броски  | 30        |                                                                                     |

### Финал
| 31 декабря 2015 14:00 | Сборная Канады | 4:3 (1:1, 2:1, 1:1) | Лугано | «Вайллант Арена», Давос Зрителей: 6300 |

| Отчёт | Отчёт                      | Отчёт                                                                                                 | Отчёт           | Отчёт                                                                               |
| --- | -------------------------- | --- | --------------- | ----------------------------------------------------------------------------------- |
| |                            | |                 |                                                                                     |
| | Джефф Гласс                | Вратари                                                                                               | Элвис Мерзликин | Судьи: Грег Киммерли Маркус Виннерборг Линейные судьи: Седрик Борга Микаель Черринг |
| | Голы:                      | |                 | Судьи: Грег Киммерли Маркус Виннерборг Линейные судьи: Седрик Борга Микаель Черринг |
| Эллерби (ди Доменико) 15:59 Рой (Конакер) 23:27 Пайят (ди Доменико) 25:00 Д'Агостини (Ломбарди, Джонсон) 48:43 | 0:1 :1 2:1 3:1 3:2 3:3 4:3 | 08:49 Хофман (Бертаджия, Фильппула) 32:50 Кьеса (Бруннер, Класен) 45:08 Хофман (Бертаджия, Фильппула) |                 | Судьи: Грег Киммерли Маркус Виннерборг Линейные судьи: Седрик Борга Микаель Черринг |
| |                            | |                 | Судьи: Грег Киммерли Маркус Виннерборг Линейные судьи: Седрик Борга Микаель Черринг |
| |                            | |                 | Судьи: Грег Киммерли Маркус Виннерборг Линейные судьи: Седрик Борга Микаель Черринг |
| |                            | |                 | Судьи: Грег Киммерли Маркус Виннерборг Линейные судьи: Седрик Борга Микаель Черринг |
| 12 мин | Штраф                      | 6 мин                                                                                                 |                 | Судьи: Грег Киммерли Маркус Виннерборг Линейные судьи: Седрик Борга Микаель Черринг |
| |                            | |                 |                                                                                     |
| | 44                         | Броски                                                                                                | 34              |                                                                                     |

## Символическая сборная Кубок Шпенглера 2015
- Вратарь: Игорь Устинский (Автомобилист Екатеринбург)
- Защитники : Филлипп Фуррер (Лугано), Артур Кулда (Йокерит)
- Нападающие : Линус Класен (Лугано), Кори Конакер (Сборная Канады), Райан МакМурчи (Сборная Канады)

По окончании финальной игры состоялось торжественное прощание с Президентом Организационного комитета Кубка Шпенглера Фредди Паргатци. После 26 лет правления пост был передан Марку Джиноле.